# Volta River Authority

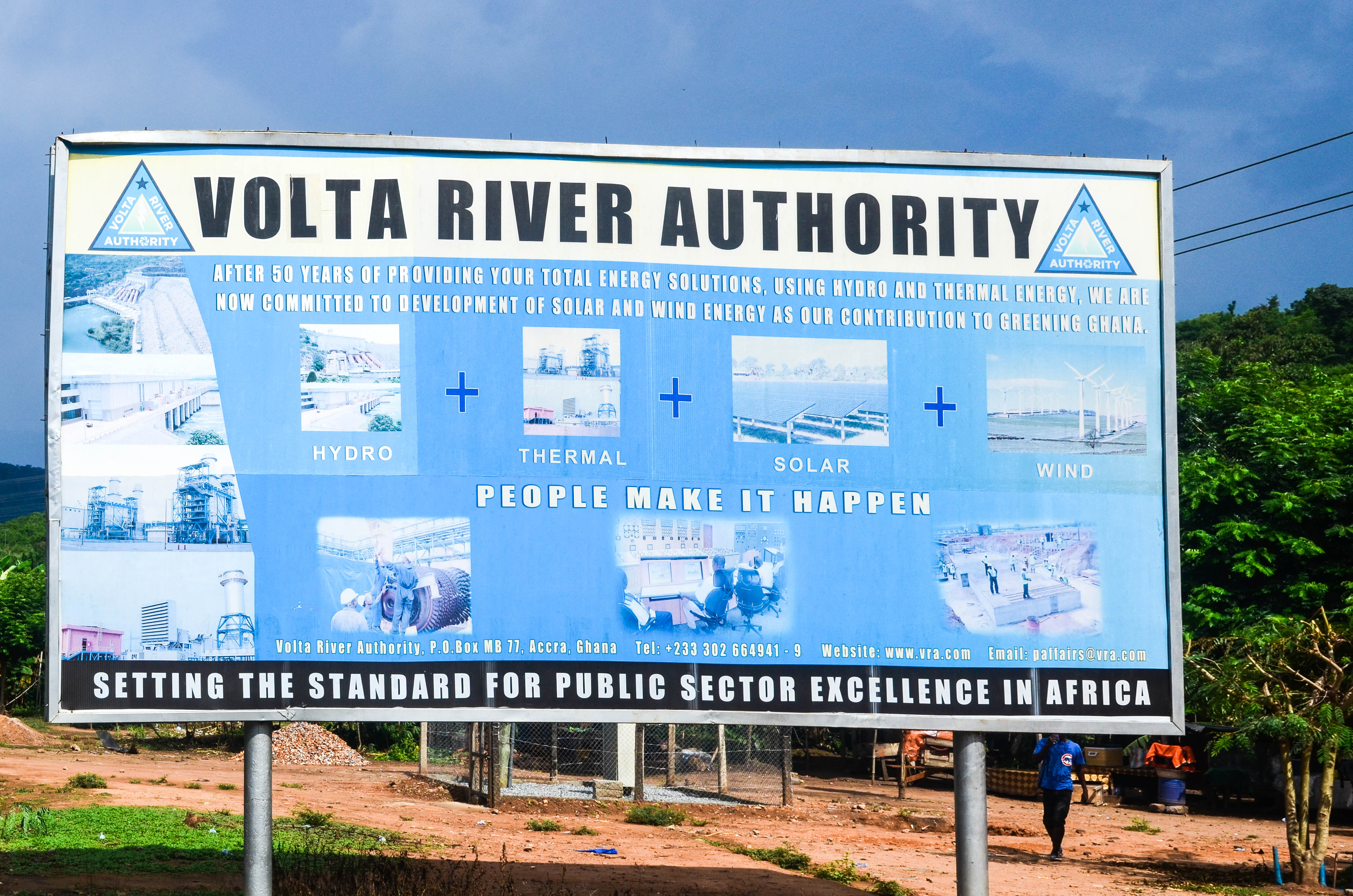
Informationstafel der VRA (2013)

Die Volta River Authority (VRA) ist der hauptsächliche Erzeuger und Verteiler elektrischer Energie in Ghana. Ihr Sitz ist in der Hauptstadt Accra, Geschäftssprache der Gesellschaft ist englisch. Die VRA wurde am 26. April 1961 per Gesetz durch den Volta River Development Act gegründet und ist verantwortlich die Erzeugung der elektrischen Energie.
1970 wurde die Volta Lake Transport Company [VLTC] gegründet, deren Schiffe für den Fracht- und Personentransport auf dem Voltasee eingesetzt werden. Daneben engagiert sich die VRA im Bereich des Voltastausees für Umweltschutzprojekte, den Ausbau des Gesundheitsdienstes und im Bildungsbereich. In den 1960er Jahren war die VRA zuständig für die Umsiedlung von 80.000 Menschen, deren Dörfer durch den Voltastausee überflutet wurden. Seit 2005 wurde die Zuständigkeit für die Stromübertragung in eine unabhängige Institution, die Ghana Grid Company (GRIDCo) übertragen. Vorher lag diese bei der VRA. Dies hatte das Ziel, unabhängigen Stromererzeugern den Markt zu öffnen. 

## Links zur Energieerzeugung durch die VRA
- Akosombo hydroelectric project
- Kpong hydroelectric project
- Takoradi Power Plant